# Aphodius globulus
Aphodius globulus is een keversoort uit de familie bladsprietkevers (Scarabaeidae). De wetenschappelijke naam van de soort is voor het eerst geldig gepubliceerd in 1859 door baron Edgar von Harold.
De soort komt voor in China.